# إفيرام (أنغلزي)
إفيرام (بالإنجليزية: Fferam)‏ هي منطقة سكنية تقع في ويلز في أنغلزي.